# Joe Aribo
Joseph Oluwaseyi Temitope Ayodele-Aribo  (Camberwell, 21 juli 1996) is een Nigeriaans-Engels profvoetballer die doorgaans als middenvelder speelt. Hij verruilde Rangers FC in juli 2022 voor Southampton. Aribo debuteerde in 2019 in het Nigeriaans voetbalelftal.

## Clubcarrière
Aribo maakte in 2014 zijn debuut voor Staines Town in de Isthmian Football League, een Engelse semiprofessionele regionale voetbalcompetitie in Londen. Hij kwam in totaal tot 22 competitiewedstrijden en scoorde daarin geen doelpunten.
In september 2015 vertrok hij naar Charlton Athletic, waar hij zich in eerste instantie aansloot bij de beloften na een geslaagde proefperiode. In mei 2016 tekende de middenvelder zijn eerste profcontract voor één seizoen. Op 16 oktober 2016 maakte hij zijn profdebuut, hij mocht invallen in een EFL Trophy groepsfase duel tegen Crawley Town. De wedstrijd werd met 0-2 verloren. Op 1 november 2017 maakte Aribo zijn eerste doelpunt voor Charlton Athletic in een 3-2 overwinning op Fulham onder 23 in de EFL Trophy. Zijn eerste competitiedoelpunt volgde op 23 december 2017 tegen Blackpool, een 1-1 gelijkspel. Aan het eind van het seizoen 2018/19 promoveerde Aribo met Charlton Athletic via de play-offs naar de Championship. De middenvelder, uitgegroeid tot een vaste waarde, kreeg op dat moment ook contractverlenging aangeboden maar sloeg dit af.
In juni 2019 tekende Aribo een vierjarig contract bij Rangers FC. Hij maakte op 9 juli 2019 zijn debuut voor de Schotten in een 0-4 overwinning in de Europa League, tegen St Joseph's uit Gibraltar. Zijn eerste doelpunt voor Rangers volgde op 18 juli 2019 in de return tegen St Joseph's, waar met 6-0 werd gewonnen. Zijn eerste competitiedoelpunt scoorde de middenvelder op 10 november 2019 tegen Livingston, een 0-2 overwinning.
Op 9 juli 2022 tekende Aribo een contract voor 4 seizoenen bij Southampton. Zijn oude club ontving zeven miljoen euro voor de transfer, een bedrag dat door diverse bonussen kan oplopen tot een totaalbedrag van twaalf miljoen euro. 

## Clubstatistieken
Bijgewerkt tot en met 13 maart 2020.
| Seizoen     | Club              | Competitie                   | Competitie | Competitie | Bekers | Bekers | Internationaal | Internationaal | Totaal | Totaal |
| Seizoen     | Club              | Competitie                   | Wed.       | Dlp.       | Wed.   | Dlp.   | Wed.           | Dlp.           | Wed.   | Dlp.   |
| ----------- | ----------------- | ---------------------------- | ---------- | ---------- | ------ | ------ | -------------- | -------------- | ------ | ------ |
| 2015/16     | Charlton Athletic | Football League Championship | 0          | 0          | 0      | 0      | —              | —              | 0      | 0      |
| 2016/17     | Charlton Athletic | Football League One          | 19         | 0          | 3      | 0      | —              | —              | 22     | 0      |
| 2017/18     | Charlton Athletic | Football League One          | 26         | 5          | 8      | 1      | —              | —              | 36     | 6      |
| 2018/19     | Charlton Athletic | Football League One          | 36         | 9          | 0      | 0      | —              | —              | 39     | 10     |
| Club Totaal | Club Totaal       | Club Totaal                  | 81         | 14         | 11     | 1      | 0              | 0              | 97     | 16     |
| 2019/20     | Rangers FC        | Scottish Premiership         | 27         | 3          | 7      | 2      | 15             | 4              | 49     | 9      |
| 2020/21     | Rangers FC        | Scottish Premiership         | 30         | 7          | 3      | 0      | 9              | 1              | 42     | 8      |
| 2021/22     | Rangers FC        | Scottish Premiership         | 14         | 4          | 3      | 0      | 8              | 0              | 25     | 4      |
| Club Totaal | Club Totaal       | Club Totaal                  | 71         | 14         | 13     | 2      | 32             | 5              | 116    | 21     |
| TOTAAL      | TOTAAL            | TOTAAL                       | 152        | 28         | 24     | 3      | 32             | 5              | 208    | 36     |

## Interlandcarrière
Aribo kwam op basis van zijn Nigeriaanse afkomst in aanmerking om uit te komen voor de The Super Eagles. In augustus 2019 ontving hij zijn eerste uitnodiging voor de Nigeriaanse nationale ploeg. Op 10 september 2019 maakte hij onder bondscoach Gernot Rohr zijn debuut voor Nigeria in een vriendschappelijke uitwedstrijd tegen Oekraïne. De wedstrijd eindigde in een 2-2 gelijkspel en Aribo was verantwoordelijk voor de 0-1.

## Erelijst
| Competitie               | Aantal            | Jaren             |                   |                   |
| Charlton Athletic        | Charlton Athletic | Charlton Athletic | Charlton Athletic | Charlton Athletic |
| ------------------------ | ----------------- | ----------------- | ----------------- | ----------------- |
| EFL League One play-offs | 1x                | 2019              |                   |                   |
| Rangers FC               |                   |                   |                   |                   |
| Scottish Premiership     | 1x                | 2020/21           |                   |                   |
| Scottish Cup             | 1x                | 2021/22           |                   |                   |